# 河名真寿斗
河名 真寿斗（かわな ますと、1995年1月30日 - ）は、日本の総合格闘家、元レスリンググレコローマンスタイル選手。現GLADIATORフェザー級王者。広島県出身。

## 来歴

### レスリング
レスリングは4歳の時に東広島ジュニアレスリングスポーツ少年団で始めた。小学校4年の時には全国少年少女大会26kg級で優勝した。向陽中学時代はレスリング部がなかったことから普段は陸上競技部に所属して、週末だけレスリングを行っていた。三次高校へ進んで本格的に取り組むと、3年の時には ジュニアオリンピックカデットの部（54kg級）と国体　少年の部（55kg級）で2位になった。なお、後に世界チャンピオンとなる1年後輩の文田健一郎を苦手にしていた。専修大学へ進むと、3年の時に世界ジュニアの60kg級で3位となった。4年の時には全日本学生選手権の59kg級、全日本大学グレコローマン選手権では71kg級で優勝した。さらに、デーブ・シュルツ記念国際大会とザグレブ・オープン・グランプリの59kg級でも立て続けに優勝を果たした。2017年からはクリナップ所属になると、全日本選抜選手権 ではリオデジャネイロオリンピック銀メダリストである太田忍に敗れて3位だったが、全日本社会人選手権と国体成年の部66kg級でそれぞれ優勝した。さらに、初開催となった23歳以下の世界一を決めるU-23世界選手権では準決勝でカザフスタンのアイドス・スルタンガリに6－5で競い勝つと、決勝ではロシアのセルゲイ・エメリンを15－14の大接戦の末に下して、59kg級の初代世界チャンピオンとなった。

### 総合格闘技
2021年3月31日、自身のツイッターにおいてレスリング引退と総合格闘技転向を発表した。
2021年7月25日、Fighting NEXUS vol.23でジェイク・ウィルキンスとプロデビュー戦を行い、延長ラウンドに有効打による出血でドクターストップとなり黒星デビューとなった。
2022年2月28日、EXFIGHT-4で狩野優と対戦し、3-0の判定勝ちを収めた。
2022年4月24日、POUND STORMで山本健斗デリカットと対戦し、3-0の判定勝ちを収めた。
2022年8月5日、LFA 138でアライジャ・ジョンズと対戦し、テイクダウンするもすぐに立たれるなどコントロールできず、打撃の展開で劣勢となり0-3の判定負けを喫した。

## 戦績
| 総合格闘技 戦績 | 総合格闘技 戦績 | 総合格闘技 戦績 | 総合格闘技 戦績 | 総合格闘技 戦績 | 総合格闘技 戦績 | 総合格闘技 戦績 |
| --------------- | --------------- | --------------- | --------------- | --------------- | --------------- | --------------- |
| 15 試合         | (T)KO           | 一本            | 判定            | その他          | 引き分け        | 無効試合        |
| 10 勝           | 3               | 1               | 6               | 0               | 0               | 0               |
| 5 敗            | 3               | 0               | 2               | 0               | 0               | 0               |

| 勝敗 | 対戦相手                   | 試合結果                                               | 大会名                                                | 開催年月日     |
| ×    | ユ・ジュサン               | 1R 1:15 TKO (右ストレート→パウンド)                    | Z-FIGHT NIGHT 02                                      | 2024年12月14日 |
| ×    | シエ・ビン                 | 1R 4:17 KO (右フック)                                  | Road to UFC season 3 【フェザー級トーナメント準決勝】 | 2024年8月24日  |
| ○    | ソン・ヨンジェ             | 5分3R終了 判定3-0                                      | Road to UFC season 3 【フェザー級トーナメント一回戦】 | 2024年5月18日  |
| ○    | パン・ジェヒョク           | 5分3R終了 判定3-0                                      | GLADIATOR CHALLENGER SERIES01「BANG vs KAWANA II」    | 2024年2月16日  |
| ○    | チハヤフル・ズッキーニョス | 1R 2:53 TKO                                            | GLADIATOR 024 in OSAKA                                | 2023年12月8日  |
| ○    | ユン・ダウォン             | 5分3R終了 判定3-0                                      | GLADIATOR 023 in OSAKA                                | 2023年9月29日  |
| ×    | パン・ジェヒョク           | 5分3R終了 判定1-2                                      | GLADIATOR 022 in OSAKA                                | 2023年6月11日  |
| ○    | 寿希也                     | 5分2R終了時TKO                                         | Fighting NEXUS vol.29                                 | 2022年11月7日  |
| ×    | アライジャ・ジョンズ       | 5分3R終了 判定0-3                                      | LFA 138                                               | 2022年8月5日   |
| ○    | 山本健斗デリカット         | 5分3R終了 判定3-0                                      | POUND STORM                                           | 2022年4月24日  |
| ○    | 狩野優                     | 5分3R終了 判定3-0                                      | EXFIGHT-4                                             | 2022年2月28日  |
| ○    | 鬼神光司                   | 5分3R終了 判定3-0                                      | 石渡伸太郎引退興行 漢塾～継承～                       | 2022年1月23日  |
| ○    | 森崇純                     | 1R 2:41 TKO（パウンド）                                | Fighting NEXUS vol.24                                 | 2021年12月19日 |
| ○    | 新関猛起                   | 3R 2:56 リアネイキッドチョーク                         | Road to ONE: 5th Sexyama Edition                      | 2021年10月5日  |
| ×    | ジェイク・ウィルキンス     | 延長R 0:46 TKO（ドクターストップ：有効打によるカット） | Fighting NEXUS vol.23                                 | 2021年7月25日  |

## 主なレスリング戦績
- 2011年 - 国体 少年の部 3位（55kg級）
- 2012年 - ジュニアオリンピック カデットの部 2位（54kg級）
- 2012年 - 全国高校生グレコローマン選手権 3位（55kg級）
- 2012年 - 国体 少年の部 2位（55kg級）
- 2013年 - ジュニアオリンピック ジュニアの部 3位（60kg級）
- 2014年 - ジュニアオリンピック ジュニアの部 2位（60kg級）
- 2015年 - ジュニアオリンピック ジュニアの部 優勝（60kg級）
- 2015年 - 世界ジュニア 3位（60kg級）

59kg級での戦績
- 2016年 - 全日本学生選手権 優勝
- 2016年 - 全日本大学グレコローマン選手権 優勝（71kg級）
- 2017年 - デーブ・シュルツ記念国際大会 優勝
- 2017年 - ザグレブ・オープン・グランプリ
- 2017年 - 全日本選抜選手権  3位
- 2017年 - 全日本社会人選手権 優勝（66kg級）
- 2017年 - 国体 成年の部 優勝（66kg級）
- 2017年 - U-23世界選手権 優勝